# Japanese Experiment Module

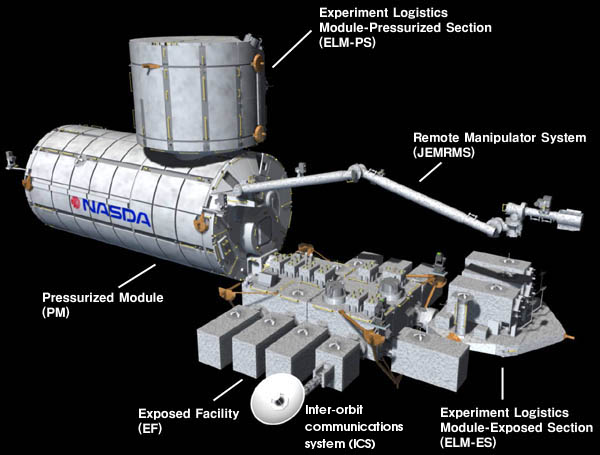
Struttura del Japanese Experiment Module.

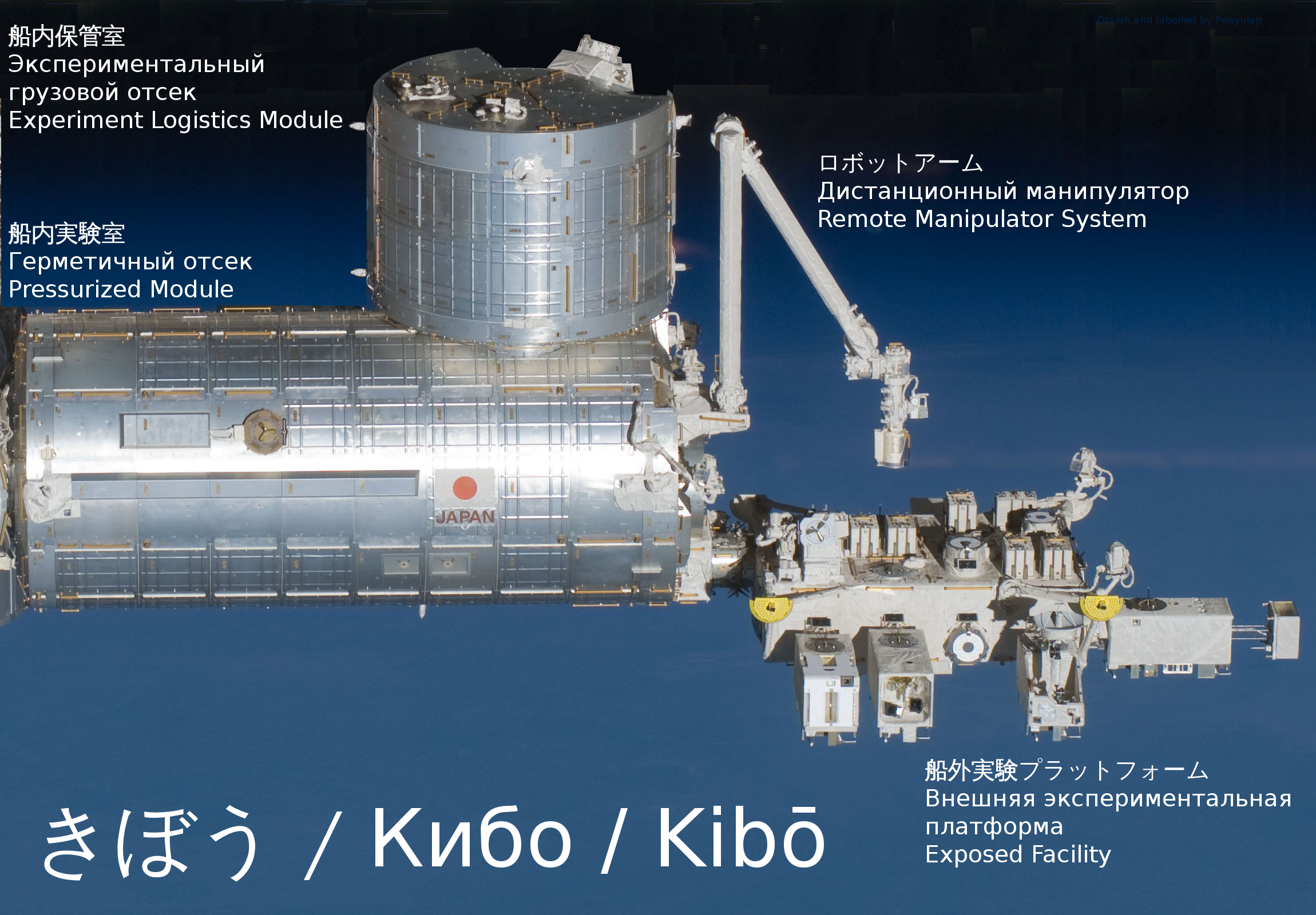
Kibo in orbita.

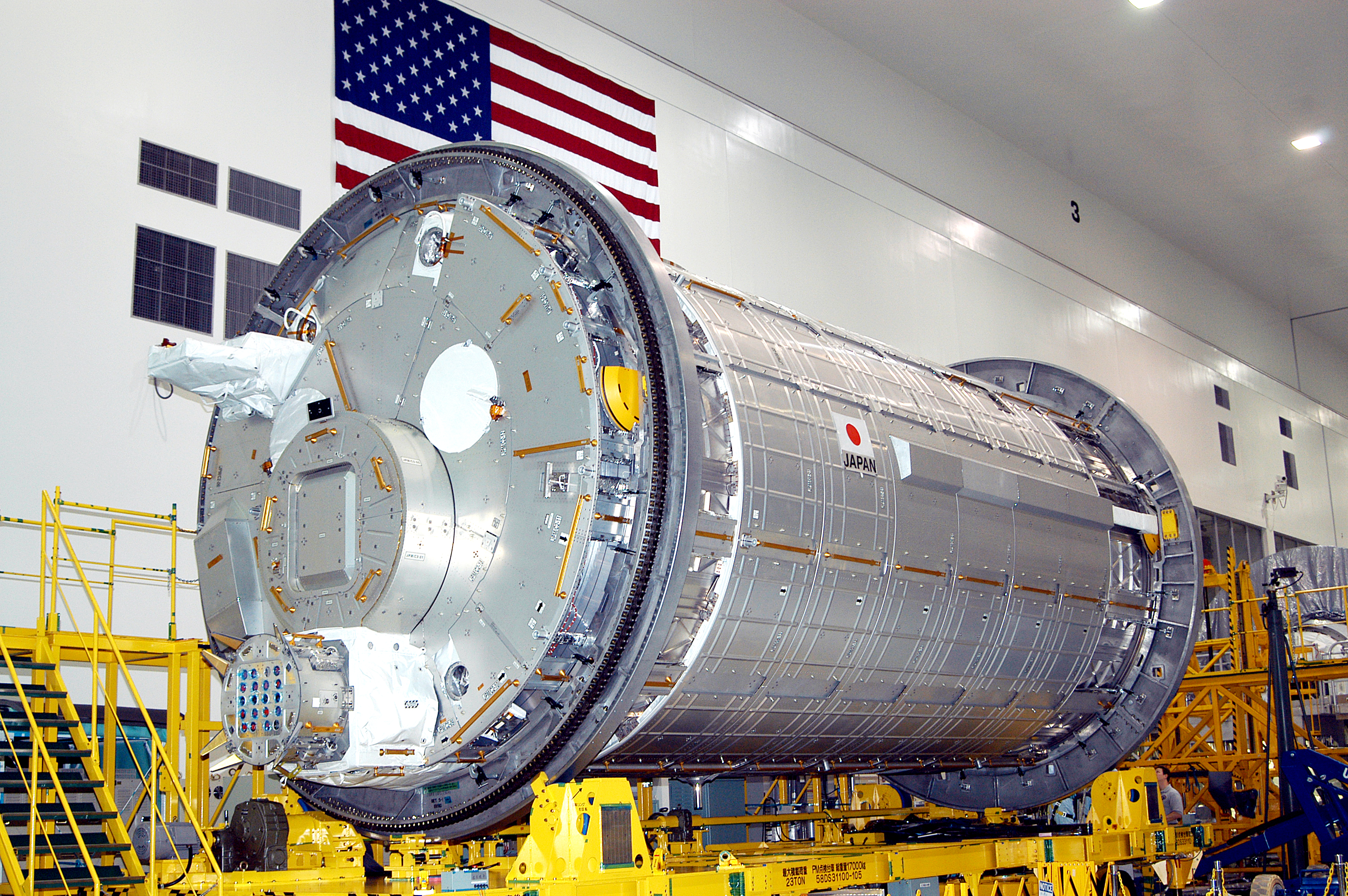
Il modulo JEM Kibo durante l'assemblaggio.

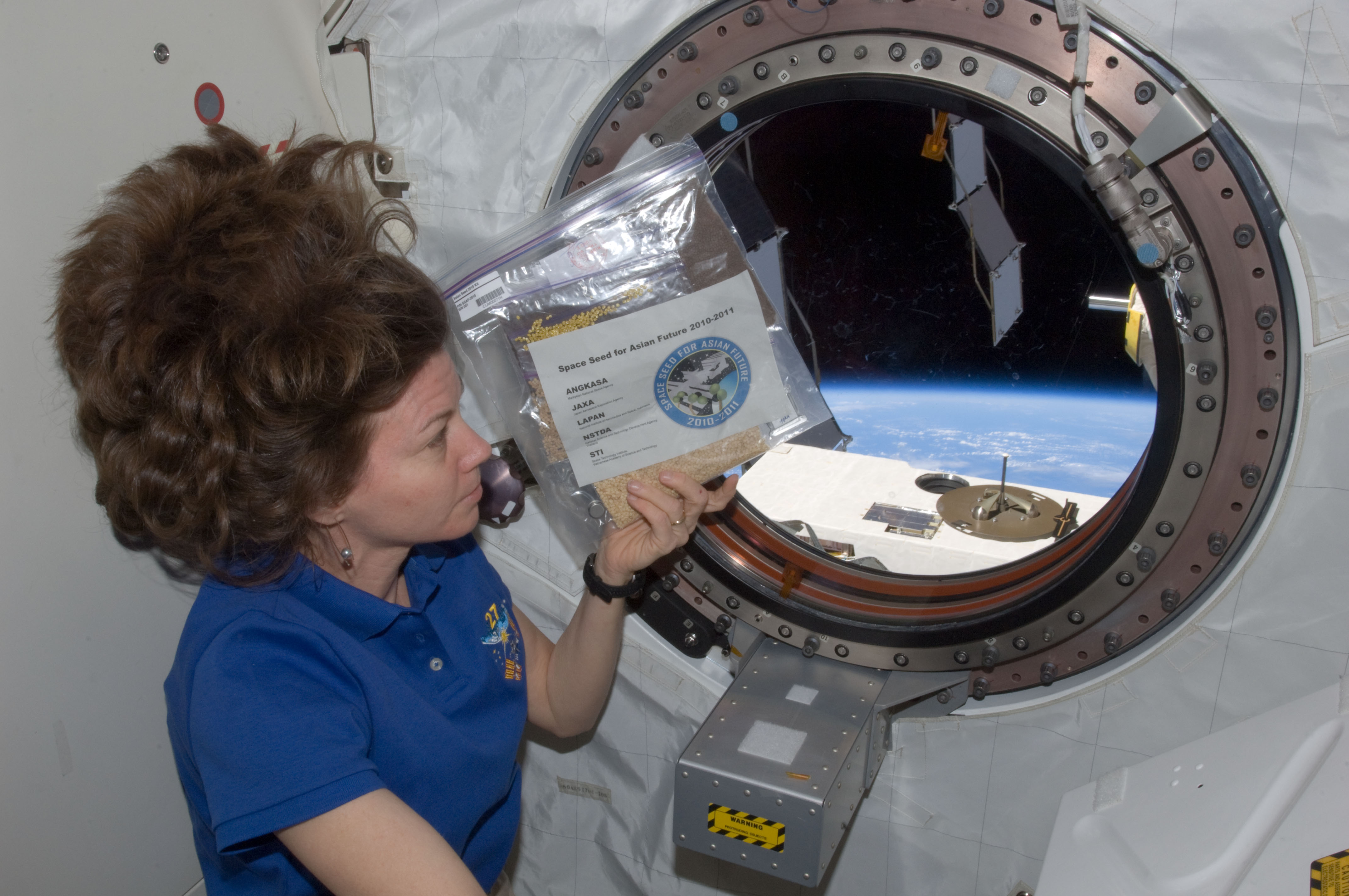
L'astronauta Catherine Coleman affacciata alla finestra del laboratorio Kibo

Il Japanese Experiment Module (JEM), chiamato Kibo (きぼう?, Kibō, "speranza") è il contributo giapponese alla realizzazione della Stazione spaziale internazionale, i cui componenti sono prodotti dalla Japan Aerospace Exploration Agency (JAXA).

## Componenti

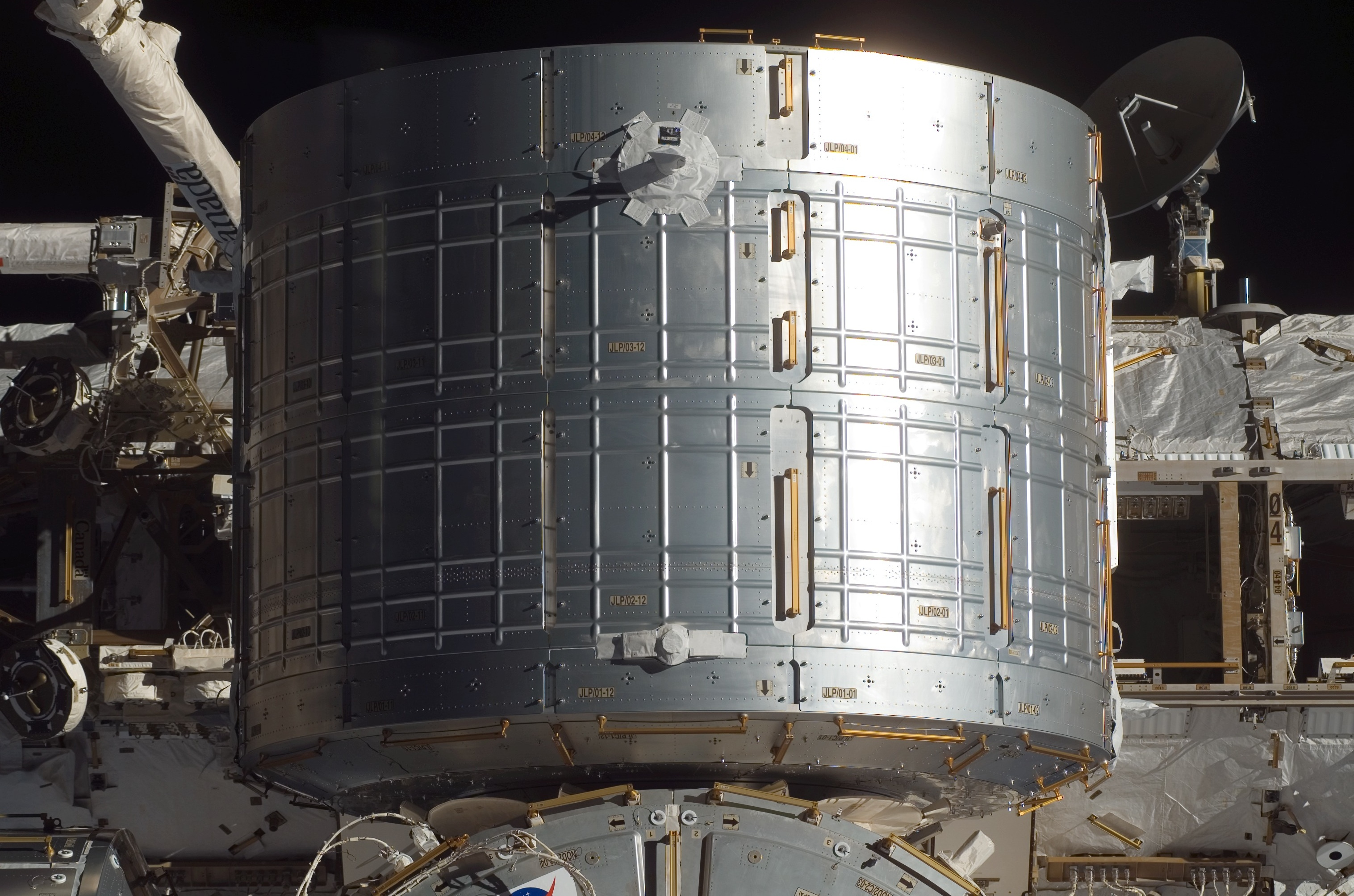
Il componente ELM-PS

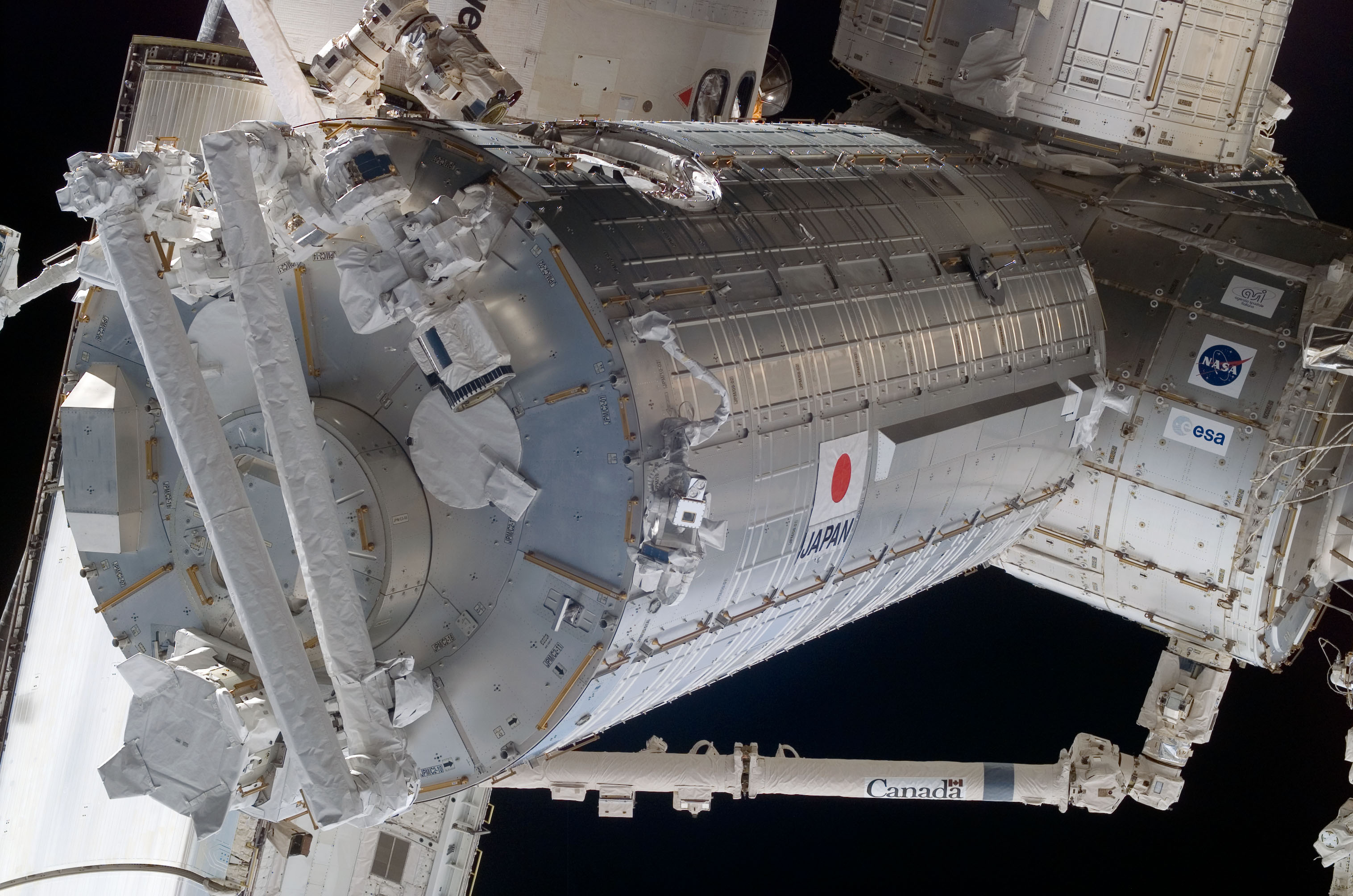
Il componente PM

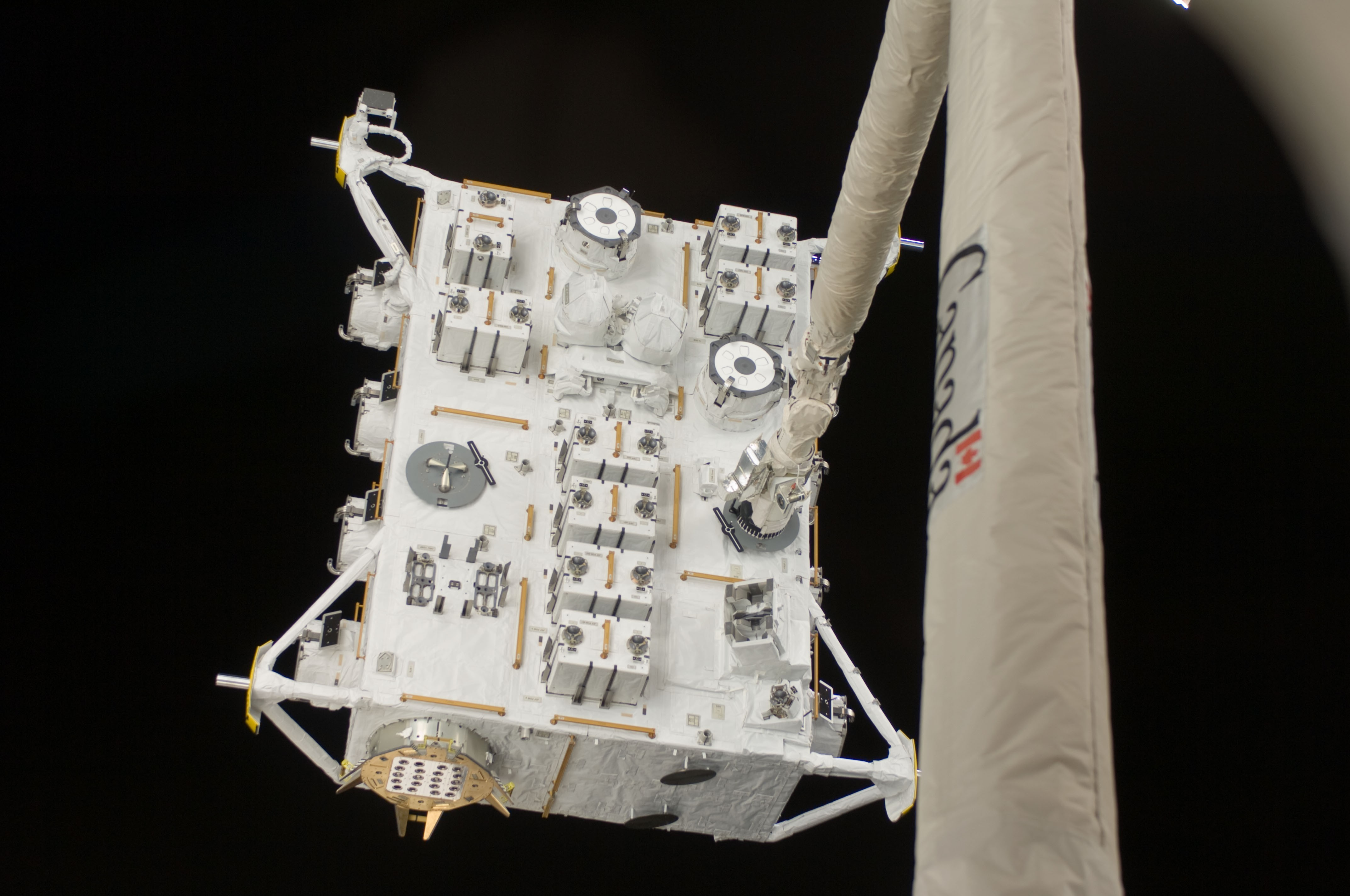
Il componente EF

Kibō è il modulo ISS più grande. All'avvio del progetto il modulo era uno dei più piccoli ma in seguito gli Stati Uniti e l'Europa decisero di ridurre la dimensione dei loro moduli, mentre la dimensione del modulo giapponese rimase invariata. Il modulo è formato da quattro componenti:
- Il Pressurized Module (PM), il nucleo del sistema. Il componente ha una forma cilindrica, è lungo 11,2 metri e ha un diametro di 4,4 metri. Il sistema può accogliere 10 rack standard (ISPR).
- L'Exposed Facility (EF), conosciuto anche come 'Terrazzo' è posto posteriormente al modulo PM al di fuori dell'airlock del modulo. Gli esperimenti posti in essere in questo modulo sono esposti direttamente allo spazio. Gli esperimenti sono trasferiti da e verso l'Exposed Facility tramite l'Exposed Section.
- L'Experiment Logistics Module (ELM) contiene una sezione pressurizzata (ELM-PS) che si collega al modulo PM e una sezione non pressurizzata (ELM-ES) che serve il modulo EF. Il modulo è sviluppato per essere molto flessibile e serve per trasportare e per immagazzinare elementi.
- Il Remote Manipulator System (JEM RMS) è un braccio robot montato sul PM e servirà all'equipaggio per controllare e gestire gli esperimenti che si svolgeranno sull'EF.

## Assemblaggio
Il 30 maggio 2003 il modulo PM è partito dal Giappone ed è arrivato al John F. Kennedy Space Center. Nell'agosto del 2004 la NASA ha pianificato di lanciare il modulo PM in tre fasi:
STS-123 - 11 marzo 2008
- Experiment Logistics Module - Pressurized Section (ELM-PS) - In orbita

STS-124 - 31 maggio 2008
- Pressurized Module (PM) - In orbita
- Remote Manipulator System (RMS) - In orbita

STS-127 - 15 luglio 2009
- Exposed Facility (EF) - In orbita

L'Experiment Logistics Module - Exposed Section (ELM-ES) è un componente che viene portato in orbita e riportato a Terra. Viene impiegato per il trasferimento degli esperimenti.

## Struttura componenti

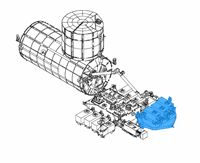
Experiment Logistics Module - Exposed Section (ELM-ES)
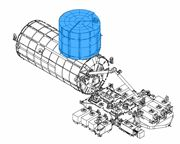
Experiment Logistics Module - Pressurized Section (ELM-PS)
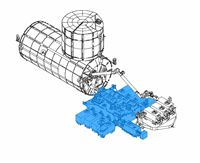
Exposed Facility (EF)
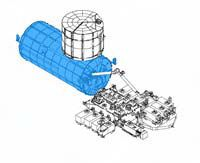
Pressurized Module (PM)
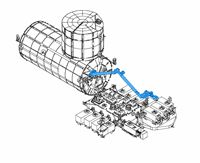
Remote Manipulator System (RMS)

## Specifiche
- Pressurized Module
  - Lunghezza: 11,2 m
  - Diametro: 4,4 m
  - Massa: 15.900 kg
- Experiment Logistics Module
  - Lunghezza: 3,9 m
  - Diametro: 4,4 m
  - Massa: 4.200 kg